# Tymbira brunnea
Tymbira brunnea là một chi đơn loài nhện trong họ Amaurobiidae. Chúng được Cândido Firmino de Mello-Leitão miêu tả năm 1944, và chỉ được tìm thấy ở Argentina.